# Abdi (Txad)
Abdi és una sotsprefectura de la regió d'Ouaddaï, Txad.

## Demografia
|      | Població |
| ---- | -------- |
| 1993 | 8.783    |
| 2009 | 15.361   |